# Jitbahadur Muktan
Jitbahadur Muktan (31 augustus 1979) is een Nepalees boogschutter.

## Carrière
Muktan zette in Aziatische wedstrijden enkele top tien resultaten neer waardoor hij mocht deelnemen aan de Olympische Spelen in Rio de Janeiro. Hij werd in de eerste ronde verslagen door Atanu Das.